# Věstoňovice
Věstoňovice jsou místní část obce Benetice v okrese Třebíč. Ve vesnici žije 51 obyvatel.

## Umístění
Věstoňovice leží na svahu údolí Klapovského potoka, vzdáleny necelý kilometr jižním směrem od Benetic. Přes kopeček na jihozápad pramení potok Lubí.
Je zde 12 domů většinou semknutých kolem malého rybníčku na návsi připomínající kruhový objezd. Silnice tu končí hned za posledními domy v polích. Dál se dá pokračovat jen pěšky nebo na horském kole směrem na Čechtín nebo na Vartemberk (osamocená zemědělská usedlost na kraji lesa asi 9 km severně od Třebíče mezi Okřešicemi a Čechtínem).

## Název
Nejstarší doklad z roku 1387 ukazuje podobu Věstonice. Původní tvar Věstonici byl pojmenováním obyvatel vsi, byl odvozen od osobního jména Věstoň, což byla nejspíš domácká podoba jména Dobrověst, a znamenal "Věstoňovi lidé". Podoba Věstoňovice, doložená od 16. století, vznikla podle zakončení -ovice blízkých sídel jako Bochovice, Budíkovice, Račerovice a další.

## Historie
Věstoňovice byly vlastněny klášterem v Třebíči, dvůr ve vsi však byl v první polovině 15. století zastaven a často měnil majitele. V roce 1407 se spojil Svach Teleč z Oslavičky se svým bratrem Janem z Věstoňovic a stali se majiteli dvora, Jan z Věstoňovic však svoji polovinu dvora již roku 1416 prodal Václavovi Kumboštovi ve Vilémovicích. V roce 1556 byly Věstoňovice připojeny jako celek k třebíčskému panství.
Po roce 1548 se majitelem panství stal Vratislav z Pernštejna, v roce 1558 pak panství zakoupil Burian Osovský z Doubravice a po něm je zdědil Smil Osovský z Doubravice. Smil byl ženatý s Bohunkou z Žerotína a po jejím úmrtí si vzal Kateřinu z Valdštejna, která posléze zdědila jeho majetky. Kateřina z Valdštejna se v roce 1614 vdala za Karla staršího ze Žerotína a on se tak stal majitelem panství. Nicméně brzy zemřel a Kateřina jako majitelka zapsala majetek svému bratrovi Adamovi z Valdštejna. Valdštejnové byli majiteli panství až do reforem v roce 1848.

## Obyvatelstvo

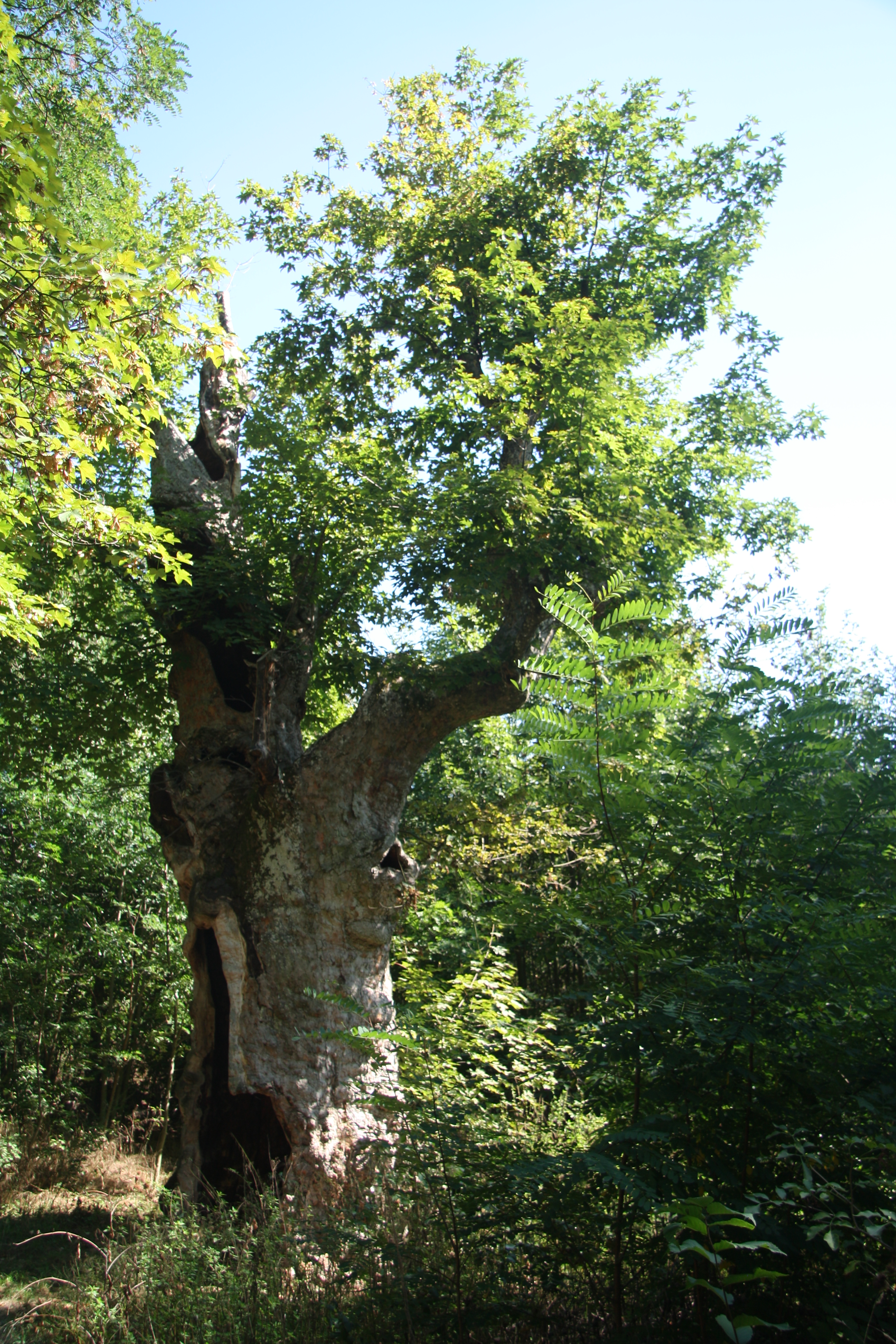
Velký javor

Náboženství jsou tu lidé římskokatolického, kteří docházejí do kostela svatého Marka v Beneticích, a Českobratrské církve evangelické, kteří docházejí do evangelického kostela v Horních Vilémovicích. Nejčastěji příjmení je Novotný a Voda. Žije zde 56 obyvatel (rok 2007), a jsou nejlidnatější obcí bývalého třebíčského okresu. Na jeden dům připadá v průměru téměř 5 obyvatel.
| Rok            | 1869 | 1880 | 1890 | 1900 | 1910 | 1921 | 1930 | 1950 | 1961 | 1970 | 1980 | 1991 | 2001 | 2011 | 2021 |
| -------------- | ---- | ---- | ---- | ---- | ---- | ---- | ---- | ---- | ---- | ---- | ---- | ---- | ---- | ---- | ---- |
| Počet obyvatel | 58   | 64   | 72   | 68   | 55   | 72   | 69   | 43   | 46   | 46   | 46   | 49   | 56   | 49   | 51   |
| Počet domů     | 10   | 11   | 10   | 11   | 11   | 11   | 11   | 11   | 11   | 10   | 12   | 13   | 15   | 15   | 15   |

## Pamětihodnosti
- Velký javor – nejstarší a nejmohutnější klen v Česku. Stáří stromu se odhaduje na 600 let. Obvod kmene činí 800 cm.[8]
- zvonice na návsi z roku 1999, na místě původní dřevěné zvonice byla nová dřevěná vztyčena roku 2011[9]